# Квічаль сибірський
Квіча́ль сибірський (Geokichla sibirica) — вид горобцеподібних птахів родини дроздових (Turdidae). Мешкає в Азії.

## Опис

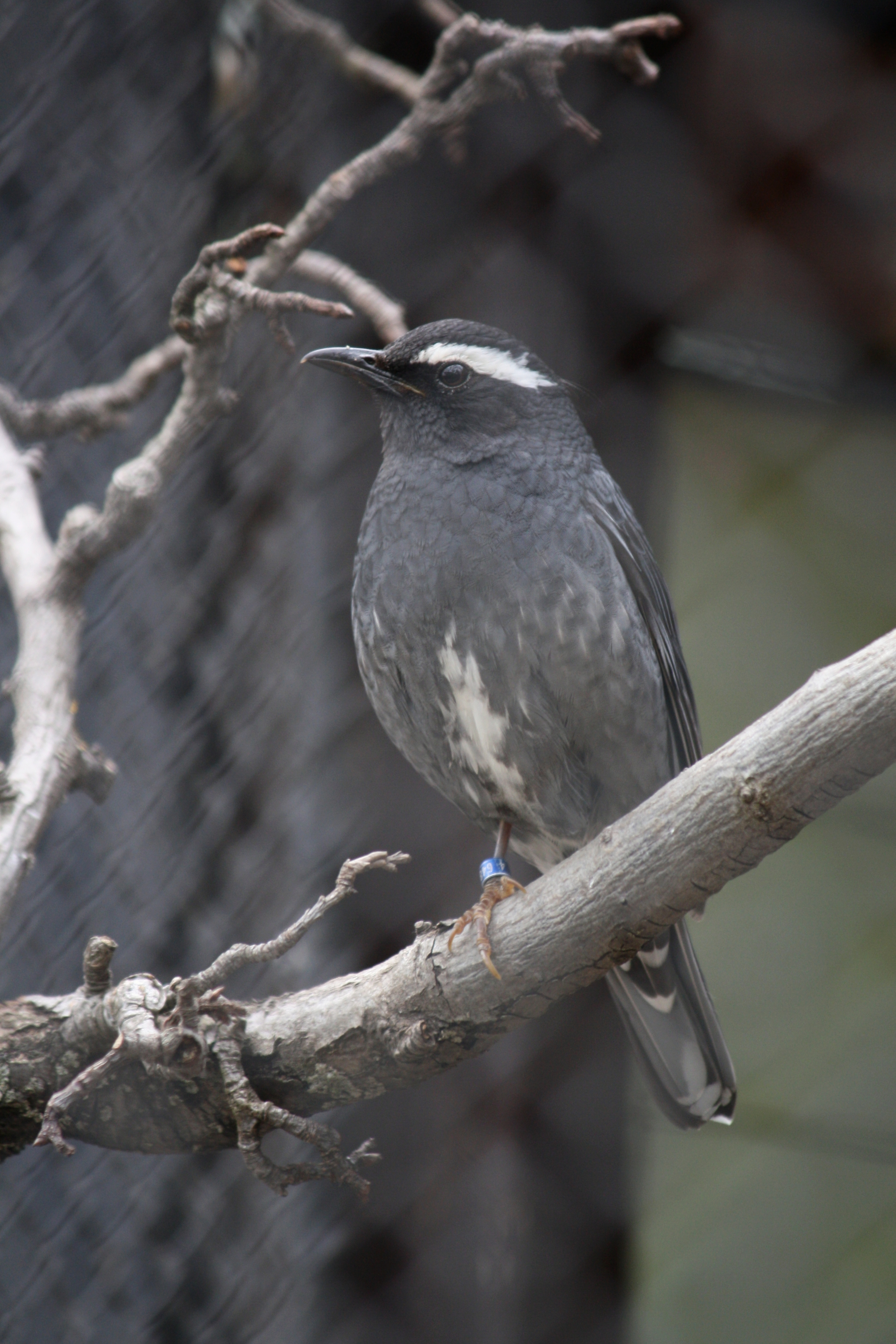
Самець сибірського квічаля

Довжина птаха становить 20-23 см, розмах крил 34=35 см, вага 60-72 г. Самці мають темне, сіро-синє забарвлення, що здалеку здається чорним. Над очима білі "брови", кінчики крил і края хвоста білі. На нижній стороні крил є біла смуга, помітна в польоті, нижні покривні пера хвоста на кінці білі, що створює лускоподібний візерунок. На животі світла смуга. У самиць верхня частина тіла оливково-коричнева, нижня частина тіла світла, поцяткована темним лускоподібним візерунком, над очима світлі "брови", під дзьобом світлі "вуса". Дзьоб темний, лапи жовті.

## Підвиди

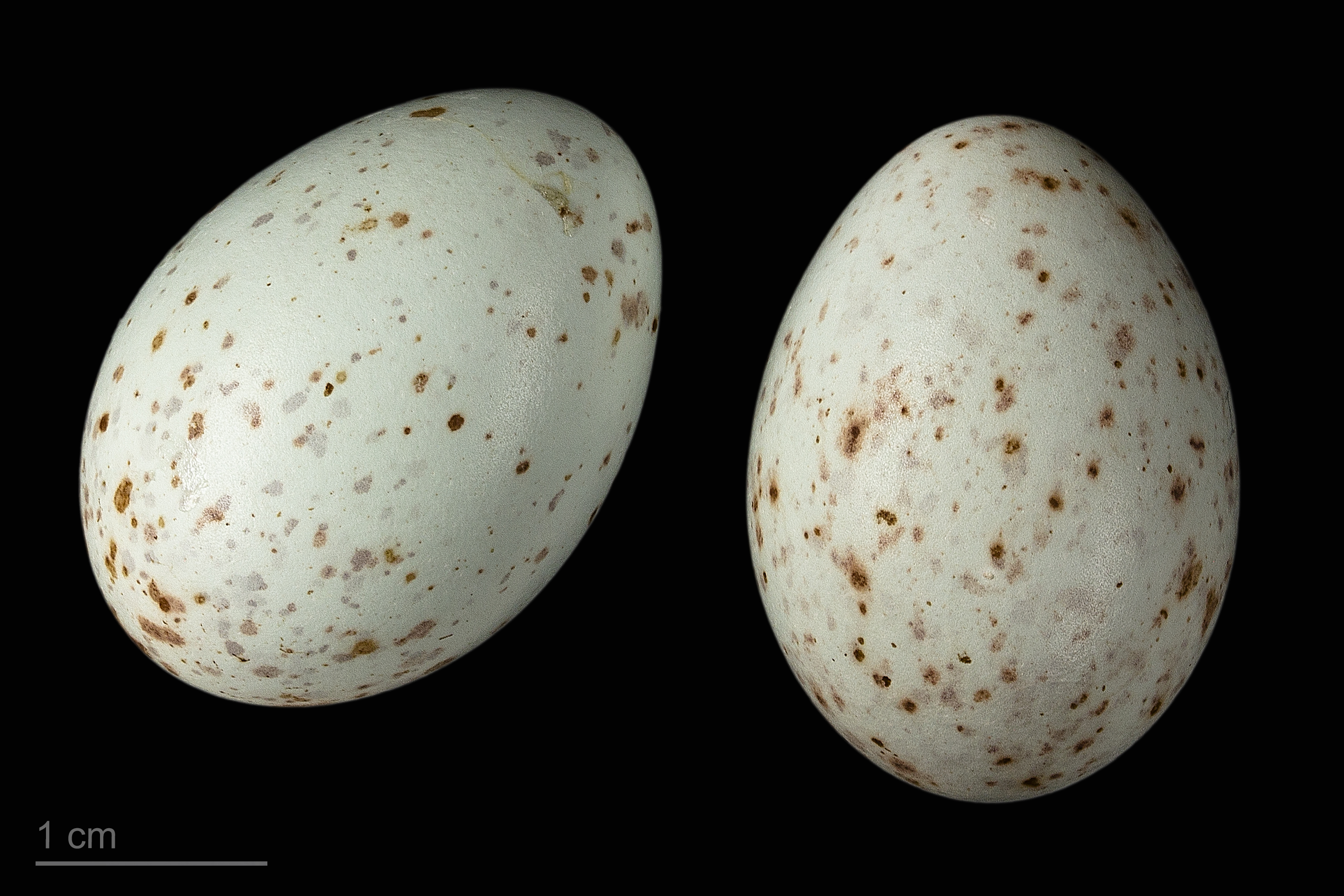
яйце Geokichla sibirica davisoni - Тулузький музей

Виділяють два підвиди:
- G. s. sibirica (Pallas, 1776) — Східний Сибір (на схід від Єнісею), північ Монголії, Манчжурії і Кореї;
- G. s. davisoni (Hume, 1877) — Сахалін, Хоккайдо, Хонсю, південні Курильські острови.

## Поширення і екологія
Сибірські квічалі гніздяться в Росії, Монголії, Китаї, Північній Кореї і Японії. Взимку вони мігрують на південь, до Індокитаю, Малайського півострова, Суматри і Яви. Бродячі птахи спостерігалися в Європі. Сибірські квічалі живуть в тайзі, хвойних і мішаних лісах. Зустрічаються на висоті до 2565 м над рівнем моря, переважно на рівнинах. Живляться переважно комахами, а також червами, іншими безхребетними і ягодами. Гніздо чашоподібне, робиться з гілочок, трави і моху, розміщується на дереві або в чагарниках. В кладці від 4 до 5 блакитнуватих яєць, поцяткованих темними плямками. За пташенятами доглядають і самиці, і самці.